# Hovedbladet
Hovedbladet var en alternativ ugeavis, som udkom 1970-72.
Hovedbladet gav et bidrag til danmarkshistorien, som er unikt: proklamationen af Fristaden Christiania.
Efter sommerlejren i Frøstrup (Thylejren) i 1970 blev udgivelsen af en ny alternativ ugeavis forberedt af en gruppe ikke mindst af journalisten Jacob Ludvigsen, som under lejren var tilknyttet Ekstra Bladet og her skrev jævnligt om sommerlejren, "det danske Woodstock". Avisen skulle hedde Hovedbladet. Og Ole Grünbaum fandt på navnet.
I Huset (Projekt Hus) i Rådhusstræde blev der afholdt forberedende møder og et stiftende møde af ny forening, Det Danske Redaktørakademi, var også en del af optakten til Hovedbladet. Alle medarbejdere skulle have samme titel: "redaktør". Bladprojektet skulle være åbent for alle også uden journalistisk baggrund.
Hovedbladet udkom første gang med et prøvenummer, nr. 0, den 13. december 1970, på hovedmanden for projektet Jacob Ludvigsens fødselsdag.
Hovedbladet nr. 1 udkom den 10. januar 1971 og bladet udkom hver uge til og med februar 1972.
De første fire numre med prøvenummeret var i avisformat som Politiken og med firefarvet tryk. Nr. 1, 2 og 3 udkom i to sektioner.
Jacob Ludvigsen og fem andre medarbejdere begav sig den 26. september på en tur til den nedlagte Bådsmandsstrædes Kaserne på Christianshavn, en skovtur som havde et bestemt mål: at proklamere Christiania som "et eksperiment". Proklamationen skete præcist kl. 12.08.30. På dette tidspunkt blev en graffiti med bl.a. klokkeslættet "12.08.30" skrevet på en dør i området (i dag børnehaven på Børneengen i Christiania, ved Refshalevej). Proklamationen blev fulgt op af en artikel, som hovedredaktør Jacob Ludvigsen skrev til Hovedbladet fredag den 2. oktober.
I de følgende numre blev proklamationen af Christiania fulgt op med reportager og udtalelser fra de første "nybyggere", som indflytterne (bl.a. nogle af Hovedbladets læsere) kaldte sig, før udtrykket christianitter blev brugt. Jacob Ludvigsen og hans kæreste Elizabeth flyttede selv til Christiania. De blev beboere i Løvehuset (den tidligere kommandantbolig), hvor de blev til Jacob Løvegal og Elizabeth Løvegal. Andre christianitter dannede "familier", inspireret af "Kløvedal" i kollektivet Maos Lyst. Familienavnene i fristaden blev bl.a. Løvegal, Løvehjerte, Løvemund, Løvetand, Sofasyre og Skinger.
Proklamationen af Christiania var en happening, som kunne bidrage til at skabe opmærksom omkring avisen. En anden happening var Bowlermanden: Jacob Ludvigsen, som på Strøget gav gratis hash til borgere, som med fremvisning af en dåbsattest kunne vise, at de var fyldt 30 år.